# Ramphotyphlops exocoeti
Espèce
Synonymes
- Typhlops exocoeti Boulenger, 1887
- Typhlops capensis Rendahl, 1918

Statut de conservation UICN

 EN B1ab(ii,iii,v)+2ab(ii,iii,v) : En danger
Ramphotyphlops exocoeti est une espèce de serpents de la famille des Typhlopidae. 

## Répartition
Cette espèce est endémique de l'île Christmas en Australie.

## Publication originale
- Boulenger, 1887 : Report on a zoological collection made by the officers of H.M.S. Flying Fish at Christmas Island, Indian Ocean. III Reptiles. Proceedings of the Zoological Society of London, vol. 1887, p. 516-517 (texte intégral).